# Flughafen Pai

i7
i11
i13
Der Flughafen Pai (thailändisch ท่าอากาศยานปาย; ICAO-Code: VTCI) ist ein Regionalflughafen im Landkreis (Amphoe) Pai der Provinz Mae Hong Son in der Nord-Region von Thailand.
Der Flughafen Pai wurde am 6. Februar 2003 in Betrieb genommen und im Jahr 2006 asphaltiert.

## Fluggesellschaften und Flugziele
- Kan Air – Chiang Mai bis 2017

Zurzeit wird der Flughafen von keiner Linienfluggesellschaft angeflogen.